# Phanaspa dilatatalis
Phanaspa dilatatalis är en fjärilsart som beskrevs av Walker 1866. Phanaspa dilatatalis ingår i släktet Phanaspa och familjen nattflyn. Inga underarter finns listade i Catalogue of Life.